# Капуль, Жозеф Амеде Виктор
Жозеф Капуль (фр. Joseph-Amédée-Victor Capoul; 27 февраля 1839, Тулуза — 18 февраля 1924) — французский певец-тенор.

## Биография
Жозеф Капуль родился 27 февраля 1839 года в городе Тулузе. Окончил Парижскую консерваторию (1861), ученик Эрнеста Моккера и Луи Ревиаля.
В 1861—1870 пел в Опера-комик; переговоры об участии Капуля в премьере оперы Шарля Гуно «Ромео и Джульетта», ставившейся в другом театре, завершились неудачей. Как отмечала Энциклопедия Брокгауза и Ефрона, «его красивый голос ласкающего тембра, талантливость, выгодная наружность сделали его любимцем парижан». С 1871 вёл интенсивную гастрольную деятельность, много пел в Америке (в том числе на сцене Метрополитен-опера в её первый сезон, 1883—1884) и в Лондоне, выступал и в Санкт-Петербурге. Со второй половины 1880-х гг. работал главным образом во Франции, пробовал себя как либреттист. В 1899 занял должность художественного руководителя Парижской оперы.

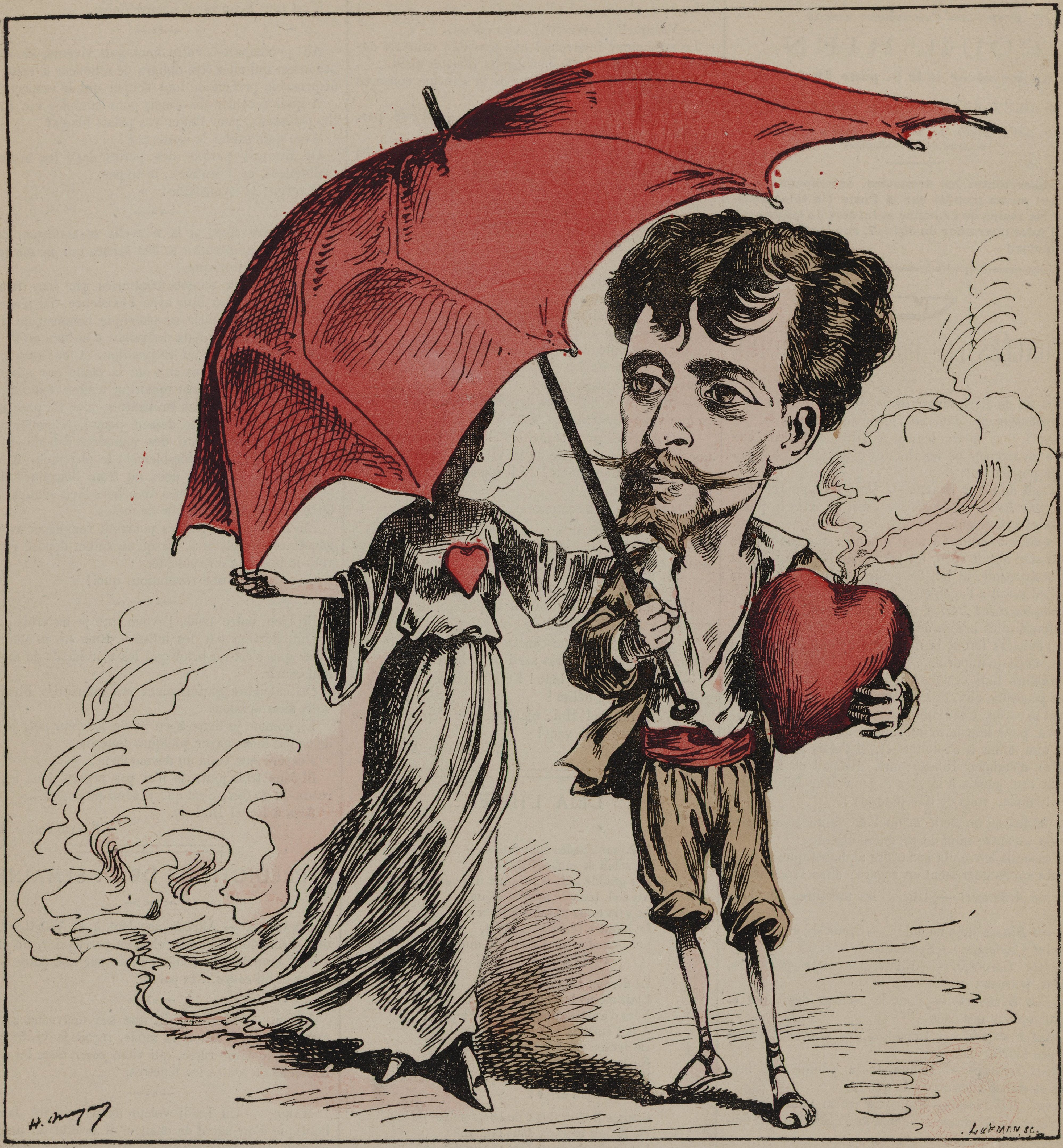
Виктор Капуль в опере Виктора Массе «Поль и Виржиния» (1873), с причёской à la Capoul

Излюбленная певцом в 1870-е годы причёска с прямым пробором и уложенными от него в обе стороны на лоб волосами получила во Франции и в России название à la Capoul.

Певец Капуль, с которого заимствована не одними русскими его причёска, — сам заимствовал эту причёску из России. По крайней мере, помнится, будто г. Капуль рассказывал покойному русскому артисту Монахову, что он не выдумал своей удивительной причёски, а взял её с старинных русских послов, изображения которых видел на старинных гравюрах. Русские щёголи московского периода, действительно, чесались «с челышком», о чём упоминается с укоризною в Кормчей, и это же можно видеть и на полных изучения картинах К. Е. Маковского, и на живых головах московских банщиков и половых. Г. Капуль только немножко изящнее уложил на своей голове это старинное русское «челышко»; ему стали подражать петербургские щёголи — сначала из молодых дипломатов и правоведов, а потом это усвоили и приказчики, и лакеи; последним только удалось усовершенствовать эту причёску и довести её до крайности во вкусе «à la дурак»— Лесков Н. С. Домашняя челядь: Исторические справки по современному вопросу (памфлет)
Жозеф Амеде Виктор Капуль умер 18 февраля 1924 в Пюжодране.